# Hypothyris wickhami
Hypothyris wickhami är en fjärilsart som beskrevs av Riley 1919. Hypothyris wickhami ingår i släktet Hypothyris och familjen praktfjärilar. Inga underarter finns listade i Catalogue of Life.